# شركة باكستان للتنمية الصناعية
شركة باكستان للتنمية الصناعية (PIDC) هي شركة حكومية في باكستان تعمل تحت وزارة الصناعة والإنتاج في باكستان. تأسست في عام 1952. تم إنشائها لإقامة صناعات في هذه المجالات التي تتطلب رأس مال كبير وكان من الصعب على القطاع الخاص تنفيذها وإنشاء صناعات في هذه المناطق المتخلفة لخلق فرص عمل.

## روابط خارجية
- PIDC
- وزارة الصناعة
- الشركة الوطنية لتطوير وإدارة المناطق الصناعية
- شركة تطوير التكنولوجيا وتطوير المهارات
- مركز كراتشي لادوات الموت والقالب
- شركة باكستان لتطوير الحجر
- باكستان لتطوير المجوهرات والأحجار الكريمة
- شركة باكستان لصيد الأسلحة الرياضية وتطويرها
- شركة الأثاث باكستان
- جنوب البنجاب التطريز الصناعة
- ايك هونار ايك ناجار
- سيند الهندسية (بي في تي) المحدودة
- باكستان مهارات تطوير قطاع الكيماويات والطاقة